# Charitopus andalusicus
Charitopus andalusicus är en stekelart som beskrevs av Mercet 1926. Charitopus andalusicus ingår i släktet Charitopus och familjen sköldlussteklar.
Artens utbredningsområde är Spanien. Inga underarter finns listade i Catalogue of Life.